# Horní Předměstí (Polička)
Horní Předměstí je část města Polička v okrese Svitavy. Nachází se na východě Poličky. Prochází zde silnice I/34. V roce 2009 zde bylo evidováno 971 adres. V roce 2001 zde trvale žilo 5713 obyvatel.
Horní Předměstí leží v katastrálním území Polička o výměře 18,65 km2.